# آشپزی اسلواکی

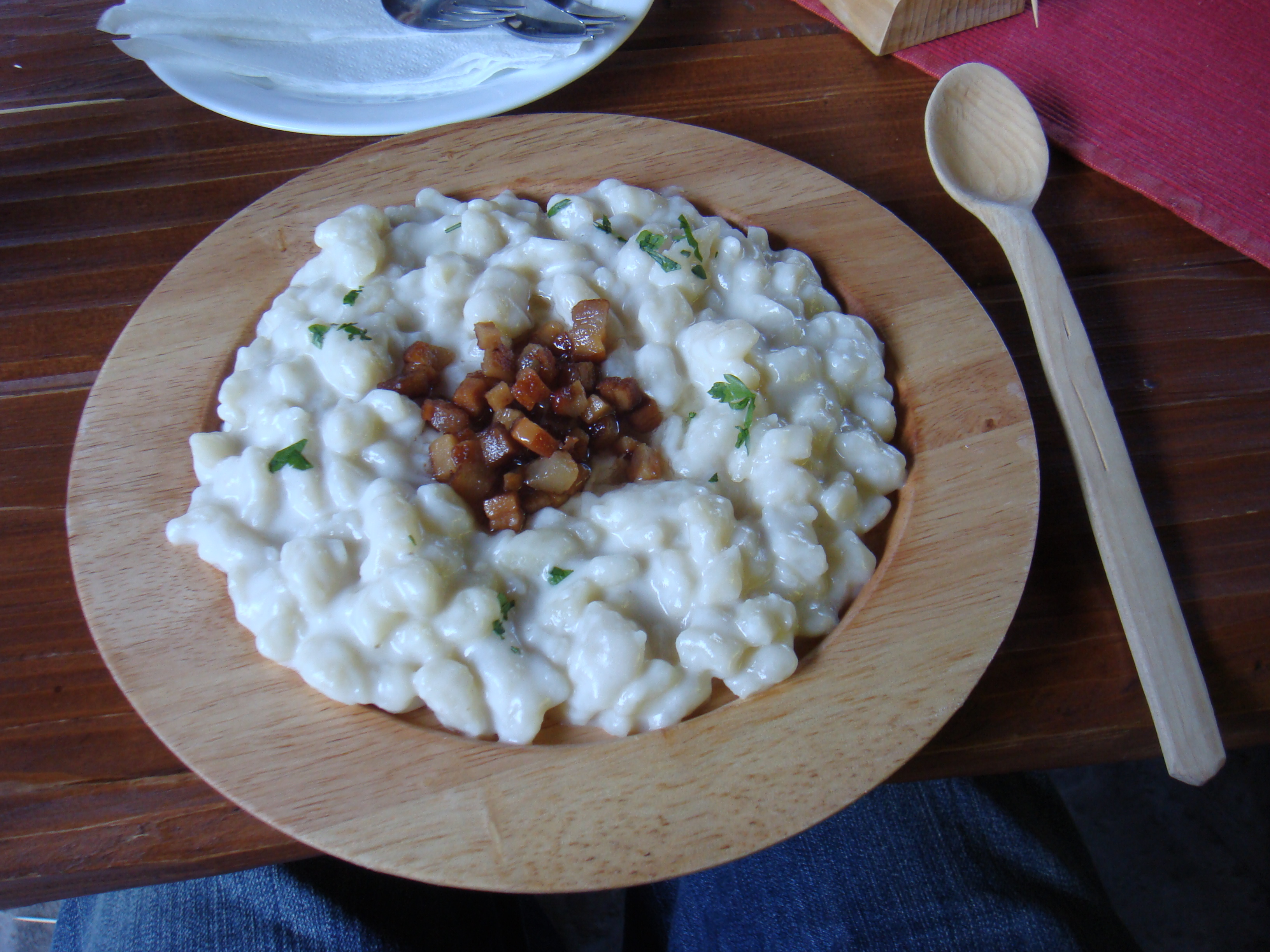
کوفته سیبزمینی با پنیر شیر گوسفند

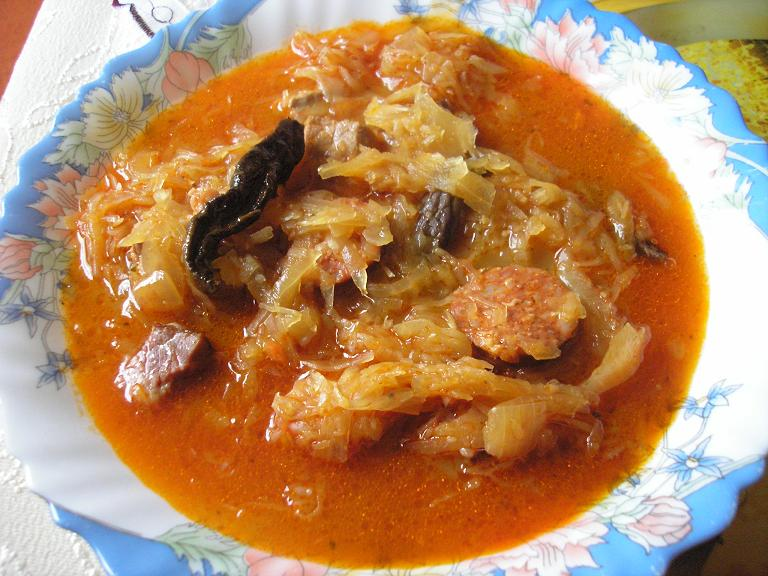
کاپوستنیکا (سوپ تهیه شده از کلم ترش و سوسیس)

آشپزی اسلواکی از منطقه‌ای به منطقه دیگر در سراسر اسلواکی کمی با هم متفاوت است. این سبک تحت تأثیر روش آشپزی سنتی همسایگان خود قرار گرفته و آنها را نیز تحت تأثیر خود قرار داده است. منشأ آشپزی سنتی اسلواکی را می‌توان در زمان‌هایی جستجو کرد که اکثریت جمعیت در روستاها به صورت خودکفا زندگی می‌کردند، واردات و صادرات مواد غذایی بسیار محدود بود و نگهداری یا فرآوری مواد غذایی بدون ابزار مدرن صورت می‌گرفت.
این امر باعث ایجاد یک آشپزی شد که به شدت به تعدادی از غذاهای اصلی وابسته بود که می‌توانست تابستان‌های گرم و زمستان‌های سرد را تحمل کند. اینها شامل گندم، سیب‌زمینی، شیر و محصولات لبنی، گوشت خوک، کلم ترش و پیاز بود. گوشت گاو، مرغ، بره و بز، تخم مرغ، چند سبزی محلی دیگر، میوه و قارچ وحشی در مقدار کمتر مصرف می‌شد.
همه اینها فرآورده‌ها معمولاً توسط خود خانواده‌ها با تجارت محلی در بازارهای کشور تولید و فرآوری می‌شد. گندم را آسیاب می‌کردند و از آن نان، پیراشکی و رشته درست می‌کردند. سیب‌زمینی را بیشتر آب‌پز می‌کردند یا به صورت خمیر سیب‌زمینی درمی‌آوردند. شیر به طیف گسترده‌ای از محصولات مانند کره، خامه، خامه ترش، دوغ و انواع مختلف پنیر و غیره تبدیل شد.
محصولات معمولی گوشت خوک شامل سوسیس، بیکن دودی و چربی است. ادویه جات زیاد استفاده نمی‌شد و به جای روغن‌های پخت و پز از چربی‌های حیوانی و کره استفاده می‌شد. نوشیدنی‌های اصلی شامل شیر تازه و ترش و آبجو بود. آشپزی معاصر اسلواکی به‌طور گسترده‌ای تحت تأثیر غذاهای مختلف جهان قرار دارد و از مواد اولیه مختلف، ادویه‌ها و غذاهای فرآوری شده صنعتی استفاده می‌کند.